# Armando De Gregorio
Armando De Gregorio (Napoli, 30 ottobre 1866 – Napoli, 26 febbraio 1933) è stato un compositore e arrangiatore italiano.

## Biografia
Autore particolarmente prolifico, aveva composto oltre trecento composizioni. In particolare si rivelò proficua la sua collaborazione con Ferdinando Bideri che, nel 1892, aveva lanciato La Tavola rotonda, una rivista-notiziario della vita artistica napoletana. Nel 1898, in occasione delle feste di Piedigrotta, sulla rivista fu bandito il primo concorso per la più bella canzone napoletana: De Gregorio conobbe il suo primo riconoscimento di importanza nazionale con la canzone Napule bello! su testo di Pasquale Cinquegrana, vincitrice del primo concorso bandito e pubblicata dalla Casa Editrice Ferdinando Bideri nel 1899.